# Джон Ченселлор
Джон Вільям Чанселлор (Ченселлор) (англ. John William Chancellor; 1927—1996) — американський журналіст і телеведучий, більшу частину кар'єри пропрацював на NBC News. Працював на NBC Nightly News з 1970 по 1982 роки і продовжував спільно працювати з Томом Брокау по 1993 рік. Лауреат премії Paul White Award від Radio Television News Digital Association (1983). У 1992 році увійшов у Залу слави телебачення.

## Біографія
Народився 14 липня 1927 року в Чикаго.
Навчався у військово-морському кампусі Navy Pier університету штату Іллінойс (нині Іллінойський університет у Чикаго). Після його закінчення працював викладачем у Іллінойському університеті в Урбана-Шампейн. Ще юнаком мріяв стати репортером, почавши кар'єру в газеті Chicago Daily News і продовживши її на каналі NBC в передачі Huntley-Brinkley Report.
Кілька років провів у Європі, працюючи кореспондентом у Відні, Лондоні, Москві і Брюсселі (штаб-квартирі НАТО). У липні 1961 року працював разом з ведучим Дейвом Гарровеєм у програмі NBC Today. Відчуваючи дискомфорт при роботі з таким видатним журналістом, влітку 1962 року пішов з програми, ставши кореспондентом політичних новин на NBC. Працював з Френком Макгі, Едвіном Ньюманом і Сандером Ванокуром, склавши команду журналістів, прозвану «Чотири вершники» (англ. Four Horsemen). В 1965 році на прохання президента Ліндона Джонсона став кореспондентом «Голосу Америки», пропрацювавши там до 1967 року.
У 1968 році повернувся на NBC старшим кореспондентом Huntley-Brinkley Report. З 1970 по 1982 роки працював на NBC Nightly News у форматі сім днів на тиждень. У 1982 році Ченселлор став працювати з Томом Брокау і Роджером Маддом, прослуживши в NBC до 9 липня 1993 року, віддалившись після цього від журналістської діяльності.
Помер 12 липня 1996 року в Принстоні від раку шлунка. Був кремований в Ewing Crematory міста Ewing Township, штат Нью-Джерсі, місцезнаходження праху невідомо. Був двічі одружений — з Конні Ченселлор і Барбарою Апшоу, мав двох дочок і сина.